# Upplands runinskrifter 146
Runinskrift U 146 är en runhäll vid Fällbro bro i Täby kommun, Uppland. Den ligger nära U 145 och blott några hundra meter från hällen Fv1946;258. Ristningen är 1,70 meter hög och 0,56 meter bred.

## Inskriften
Translitterering av runraden:
inkiberh lit ' haka ' heli ' uk ' bro kara ' iftiʀ ' holmstain ' (b)uanta ' sin ' uk ' iftiʀ ' þorstai- ' son sin þustains ' sona ÷ sin
Normalisering till runsvenska:
Ingibiorg let haggva hælli ok bro gærva æftiʀ Holmstæin, boanda sinn, ok æftiʀ Þorstæi[n], son sinn. Þorstæins, sonaʀ sins.
Översättning till nusvenska:
Ingeborg lät hugga hällen och göra bron efter Holmsten, sin man, och efter Torsten, sin son. Torstens, sin sons.
En upprepning av de sista orden: Torstens, sin son, står utanför slingan och mitt på hällen i genitivform i mening: Torstens, sin sons (minnesvård), möjligen ansåg runristaren, att dessa i runslingan kom för nära marken. Inom slingans övre del och ovanför den sista runraden är ett klumpigt risten kristet stavkors. I övrigt är ornamentiken enkel och består av en rak runslinga som liknar en port. Ristaren är ovan och oskicklig.
Inskriften har påtagliga likheter med U 214, både i utformning och användning av runor av svensk-norsk typ, fast ristaren av U 214 är skicklig.